# 新基輔斯基烏瓦爾
新基輔斯基烏瓦爾（羅馬化：Novokiyevskiy Uval）是俄罗斯阿穆尔州马扎诺沃区的村莊，也是该州的行政中心。2010年人口4,315；2002年人口4,730；1989年人口5,530。